# Fausto dos Santos
Fausto dos Santos ou simplesmente Fausto, (Rio de Janeiro, 28 de fevereiro de 1905 — Santos Dumont, 28 de março de 1939), foi um futebolista brasileiro que atuou como volante.

## Biografia

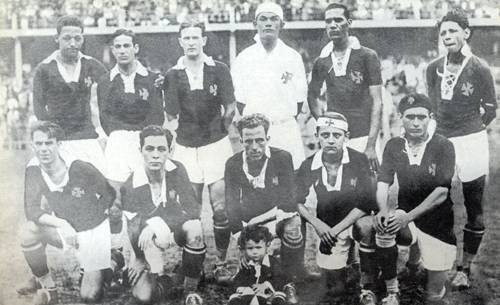
Vasco da Gama 1929: em pé: Tinoco, Brilhante, Itália, Jaguaré, Fausto e Mola;
agachados: Pascoal, Oitenta-e-Quatro, Russinho, Mário Mattos e Santana

Fausto era um volante de muita disposição, grande técnica, habilidade e chute razoavelmente forte, que liderava o meio de campo de sua equipe com muita elegância e tinha precisão no toque de bola.
Considerado o melhor jogador de sua posição nas décadas de 1920 e 1930. Por isso na copa de 1930, o jogador despertou a cobiça de vários clubes do exterior. No mundial do Uruguai, em 1930 recebeu a alcunha de "Maravilha Negra" pela crônica esportiva uruguaia devido a sua atuação na copa de 1930.
Iniciou sua carreira defendendo o Bangu em 1926, no início de 1929 chega ao Vasco, clube ao qual retornaria em 1934. Durante uma excursão do Vasco à Espanha ele e o goleiro Jaguaré Bezerra de Vasconcelos impressionaram tanto pelo futebol apresentado que o Barcelona o contratou-lhes imediatamente em 1931. Após um ano na Espanha transferiu-se para atuar pelo Young Fellows, da Suíça, em 1934 chega para defender o Nacional, do Uruguai e em 1935 retornou ao Vasco.

## Morte
Morreu precocemente em razão da tuberculose, aos 34 anos.

## Títulos
Vasco da Gama
- Campeonato Carioca: 1929 e 1934[2]
- Copa Myrurgia (Espanha): 1931
- Torneio Início do Rio de Janeiro: 1929, 1930 e 1931
- Taça Monroe: 1930[4] [5]

Barcelona
- Copa Cataluña: 1931 e 1932[6]

Flamengo
- Torneio Aberto do Rio Janeiro: 1936

## Prêmios individuais
- Jogador do ano: Melhor jogador do Vasco nas temporadas 1931 e 1933.